# 白川村立白川小学校
白川村立白川小学校 （しらかわそんりつ　しらかわしょうがっこう）は、かつて岐阜県大野郡白川村に存在した公立小学校。

## 概要
- 白川小学校、白川中学校、白川村保育園（白川保育園・平瀬保育園）とで保小中一貫教育を行っており、合わせて白川郷学園と称していた。
- 2017年、白川中学校と統合。義務教育学校の白川郷学園の新設により廃校。校舎は白川郷学園に転用されている。

## 沿革
白川小学校は2011年に白川小学校と平瀬小学校を統合し、白川小学校として新設された小学校である。ここでは統合前に白川小学校を白川小学校〈旧〉として記述する。
- 1874年（明治7年） - 鳩谷村に鳩谷学校[注釈 1]、大牧村に大牧学校[注釈 2]、荻町村に荻町学校[注釈 3]、椿原村に鳩谷学校椿原支校[注釈 4]、小白川村に椿原支校小白川冬季分教場が開校する。
- 1875年（明治8年） - 
  - 芦倉村、有家ヶ原村、飯島村、牛首村、内ヶ戸村、大窪村、大牧村、尾神村、荻町村、加須良村、小白川村、木谷村、島村、椿原村、野谷村、鳩谷村、平瀬村、福島村、馬狩村、牧村、御母衣村が合併し、白川村が発足。
  - 　平瀬に平瀬学校[注釈 5]が開校。
- 1892年（明治25年） - 鳩谷学校、大牧学校、荻町学校、平瀬学校、椿原支校を統合し、白川尋常小学校となる。中切分教場、椿原分教場、椿原分教場加須良臨時派出所を設置。
- 1894年（明治27年） - 白川尋常高等小学校に改称する。
- 1901年（明治34年） - 尾神・秋町地区の一部の児童を荘川村の中野尋常小学校へ委託する。
- 1904年（明治37年） - 大牧出張所を設置。
- 1919年（大正8年） - 牛首冬季分教場を設置。
- 1923年（大正12年） - 尾神分教場を設置し、中野尋常小学校への委託を一部解消[注釈 6]。
- 1925年（大正14年） - 保木脇冬季分教場を設置。
- 1927年（昭和2年） - 中切分教場が平瀬尋常高等小学校として分立。尾神分教場、保木脇冬季分教場は平瀬尋常高等小学校に移る。
- 1928年（昭和3年） - 下田冬季分教場を設置。
- 1939年（昭和14年） - 馬狩冬季分教場を設置。
- 1941年（昭和16年）4月1日 - 白川国民学校に改称する。
- 1947年（昭和22年）4月1日 - 白川小中学校となる（併設校）。
- 1956年（昭和31年）10月 - 鳩谷ダムによる大牧地区の集団離村により、大牧分校を廃止。
- 1965年（昭和40年）3月 - 牛首分校を廃止
- 1968年（昭和43年） - 加須良分校を廃止。
- 1969年（昭和44年） - 小中学校併設を解消。白川小学校は単独校となる。
- 1973年（昭和48年） - 馬狩分校を廃止。
- 1977年（昭和52年） - 下田冬季分校を廃止。
- 1979年（昭和54年） - 椿原分校芦倉冬季分校を廃止。
- 1980年（昭和55年） - 椿原分校を廃止。
- 1992年（平成4年） - 小白川分校を廃止。
- 2011年（平成23年）4月1日 - 白川小学校〈旧〉と平瀬小学校を統合し、新たに白川村立白川小学校として開校。白川中学校と小中一貫教育を行い、合わせて「小中一貫教育校　白川郷学園」と称した。
- 2013年（平成25年） - 白川村内の保育園（白川保育園、平瀬保育園）が白川村教育委員会管轄となる。保小中一貫教育を開始。
- 2017年（平成29年）3月31日 - 統合により廃校。